# Francesca Caccia
Pour les articles homonymes, voir Caccia.
Francesca Caccia dont le prénom de naissance est Anna Guglielma (née à Moncalvo dans le Piémont), est une femme peintre italien baroque, spécialisée dans la peinture de thèmes religieux, de retables et de natures mortes, active à la première moitié du XVIIe siècle.

## Biographie
Francesca Caccia est la fille et élève du peintre Guglielmo Caccia parmi ses sœurs Agata Rosa Anna, Laura Margherita, Cristina Serafina et Orsola Maddalena Caccia et ses frères..
Anna Guglielma prit le nom de Francesca lors de ses vœux à son entrée au couvent des Orsolines de Bianzè (avec sa sœur Orsola Maddalena).
En 1625, elle rejoint le couvent des Ursulines fondé par l'évêque de Casale à la suite du don à la congrégation de la maison familiale par son père.
Les deux sœurs ont réalisé des peintures pour le monastère à Moncalvo.
Pour distinguer ses tableaux de ceux de sa sœur elle les identifiait avec un oiseau en signature.
Francesca est morte à l'âge de 57 ans.

## Œuvres
- Assunta con la Triade in Gloria, chiesa della Trinità, Casale.
- San Sebastiano confortato al martirio degli angeli, San Francesco, Moncalvo, Asti.
- Maria Vergine e il Bambino in gloria, S. Domenico, église San Domenico, Trino Vercellese.
- Divers tableaux en collaboration avec Orsola Maddalena, église San Francesco, Trino Vercellese.